# Paul Kraus (Wissenschaftshistoriker)
Paul Kraus (* 11. Dezember 1904 in Prag, Österreich-Ungarn; † 10. oder 12. Oktober 1944 in Kairo) war ein österreichischer Wissenschaftshistoriker und Arabist.

## Leben
Kraus ging in Prag und Berlin zur Schule und ging schon 1925 als Zionist nach Palästina. Er studierte in Jerusalem und nach einer Studienreise durch den Libanon und die Türkei in Berlin, wo er 1929 promoviert wurde. Nach der Machtergreifung der Nationalsozialisten 1933 ging er nach Paris und studierte beim Orientalisten Louis Massignon (1883–1962). Er machte sich einen Namen als Wissenschaftshistoriker des Islam und wurde 1937 Professor an der Universität Kairo, was er Angeboten aus Indien und Jerusalem vorzog. Allerdings bedauerte er dies bei einem Besuch 1939 in Jerusalem, wo inzwischen viele Emigranten eine rege intellektuelle Atmosphäre aufgebaut hatten. In Kairo war er auch am französischen archäologischen Institut tätig. Zuletzt wurde die Situation in Kairo für ihn aufgrund des sich verschlechternden, teilweise antisemitischen politischen Klimas unhaltbar. Gleichzeitig endete ein Besuch einer Konferenz in Jerusalem, auf der er im September 1943 eine von der traditionellen Sicht abweichende These über die Entstehung der Bibel vortrug, in einem Debakel: Aufgrund vergleichender linguistischer Studien semitischer Sprachen war er der Meinung, die unterschiedlichen Teile der Bibel wären zeitnah zu ihrem Erzählinhalt entstanden und nicht das Ergebnis späterer Kompilation. Er erlitt einen Nervenzusammenbruch. Nach der Rückkehr nach Kairo beging er 1944 Suizid.
Als Orientalist beherrschte er neben Hebräisch und Arabisch Aramäisch, Amharisch, Akkadisch, Persisch sowie Griechisch und Latein. Er befasste sich insbesondere mit mittelalterlicher islamischer Alchemie, mit Dschābir ibn Hayyān (Geber) und Rhazes. Bezüglich Geber stellte er fest, dass der Großteil des umfangreichen ihm zugeschriebenen Schrifttums nicht von ihm stammte, sondern von der von ihm gegründeten Schule in einem ismailitischen Umfeld. In Kairo hatte er Kontakt mit dem Medizinhistoriker und Augenarzt Max Meyerhof, der dort schon länger wohnte.
1941 heiratete er in zweiter Ehe Bettina Strauss, die Schwester von Leo Strauss, die er seit den 1920er Jahren kannte, mit der er viel gereist war (sie war ebenfalls Wissenschaftshistorikerin für den Islam) und die bei der Geburt ihrer Tochter Jenny 1942 starb. 1943 heiratete er in Jerusalem Dorothee Metlitzki (1914–2001), eine Zionistin, Anglistin und Arabistin, später Professorin in Berkeley und Yale. Zum Zeitpunkt seines Suizids war sie krank in einem Hospital in Jerusalem. Seine Tochter Jenny wurde nach seinem Tod von ihrem Onkel Leo Strauss adoptiert.
Sein wissenschaftlicher Nachlass wurde von seiner Tochter der Universität Chicago übergeben.

## Schriften (Auswahl)
- Altbabylonische Briefe: aus der Vorderasiatischen Abteilung der Preussischen Staatsmuseen zu Berlin. J. C. Hinrichs, Leipzig 1931.
- Eine arabische Biographie Avicennas. In: Klinische Wochenschrift. Band 11, 1932, S. 1880–1884; abgedruckt auch in Medizinhistorisches Journal. Band 1, 1966, S. 261–274.
- Raziana I. In: Orientalia. Band 4, 1935, S. 300–334.
- als Herausgeber: Jabir ibn Hayyan: Mukhtar rasaʾil Jabir Ibn Hayyan (ausgewählte Werke). Kairo 1935.
- Essai sur l’histoire des idées scientifiques dans l’Islam. G. P. Maisonneuve, Paris; al-Khanji, Kairo 1935.
- Julius Ruska. Brügge 1938.
- als Herausgeber: Abi Bakr Mohammadi Zachariae Ragemsis (Rāzīs) Opera philosophica 1, Fragmenta que quae supersunt, Pars Prior. Kairo 1939.
- als Herausgeber mit Richard Walzer: Plato Arabus. Warburg Institute, London 1943.
- Jâbir ibn Ḫayyân. Contribution à l’histoire des idées scientifiques dans l’Islam – Jâbir et la science grecque. 2 Bände. Kairo 1943/1942; Neudruck: Les Belles Lettres, Paris 1986.
- Alchemie, Ketzerei, Apokryphen im frühen Islam: Gesammelte Aufsätze. Herausgeber: Rémi Brague. Olms, Hildesheim 1994 (mit Biographie).